# Popești (Vâlcea)
Popeşti es una comuna ubicada en el distrito Vâlcea, Rumania.

## Superficie
Posee una superficie de 52,76 kilómetros cuadrados.

## Demografía
Hasta 2021 la población era de 2857 habitantes, con una densidad de población de 54,15 habitantes por kilómetro cuadrado.